# Kalol INA
Kalol INA là một thị xã của quận Gandhinagar thuộc bang Gujarat, Ấn Độ.

## Nhân khẩu
Theo điều tra dân số năm 2001 của Ấn Độ, Kalol INA có dân số 700 người. Phái nam chiếm 54% tổng số dân và phái nữ chiếm 46%. Kalol INA có tỷ lệ 68% biết đọc biết viết, cao hơn tỷ lệ trung bình toàn quốc là 59,5%: tỷ lệ cho phái nam là 79%, và tỷ lệ cho phái nữ là 56%. Tại Kalol INA, 13% dân số nhỏ hơn 6 tuổi.